# Большемурлы
Большемурлы (тат. Олы Күл) — деревня в Большереченском районе Омской области России. Входит в состав Могильно-Посельского сельского поселения. Расположена на западном берегу озера Большие Мурлы.

## История
В 1928 году деревня Больше-Мурлинка состояла из 95 хозяйств, основное население — татары. Центр Больше-Мурлинского сельсовета Большереченского района Тарского округа Сибирского края.

## Население
| 1926 | 2002 | 2010 | 2021 |
| ---- | ---- | ---- | ---- |
| 455  | ↘201 | ↘140 | ↘66  |